# 경기외국어고등학교
경기외국어고등학교(京畿外國語高等學校)는 대한민국 경기도 의왕시 고천동에 있는 사립 외국어고등학교이다. 

## 학교 연혁
- 2003년 9월 23일 : 명지외국어고등학교 설립인가 (24학급)
- 2004년 3월 2일 : 개교 및 제1회 신입생 입학 (327명), 학급수 8학급, 오혜식 박사 초대교장 취임
- 2005년 2월 7일 :  학교법인 명지교육학원 유영구 이사장 취임
- 2007년 2월 14일 : 제1회 졸업생 배출 (321명)
- 2008년 6월 16일 : 법인 명칭 봉암학원으로 변경 인가
- 2008년 8월 20일 : 학교법인 봉암학원 강영중 이사장 취임
- 2010년 12월 30일 : 세계 표준 고교교육 과정 IBDP 국내 최초 인증 획득
- 2023년 3월 2일 : 제7대 육광희 교장 취임
- 2024년 2월 1일 : 제18회 졸업생 배출(175명)
- 2024년 3월 4일 : 제21회 신입생 입학(200명)

## 설치 학과
- 영어과
- 중국어과
- 일본어과

## 참고 자료
- 경기외국어고등학교 - 한국교육학술정보원 학교알리미